# Синухус жвавий
Синухус жвавий (Synuchus vivalis) — вид жуків родини турунів (Carabidae).

## Поширення
Поширений по всій Європі, на Кавказі, в Малій Азії та у Сибіру. На півночі сягає Полярного кола.

## Опис
Дрібний жук, завдовжки 6-8,5 мм. Тіло і надкрила чорні, кінцівки та вусики коричневі.

## Спосіб життя
Трапляється у різноманітних місцях — у лісовій підстилці, сухих та вологих луках, в садах і парках, на сільськогосподарських угіддях тощо. Воліє ділянки з піщаним або гравійним ґрунтом. Нічний хижак, полює на дрібних безхребетних.